# Ponte di Veja
Ponte di Veja je skalní brána nalézající se v italském pohoří Monti Lessini nedaleko města Giare di Sant'Anna d'Alfaedo v Benátsku.

## Topografie
Ponte di Veja vznikla asi před 120 000 až 80 000 lety zřícením velké krasové jeskyně, jejíž vstupní část zůstala jako obloukovitý skalní útvar. Rozměry bývalé jeskyně lze dodnes odhadnout podle údolní kotliny jihozápadně od mostu a balvanů ze stropu jeskyně, které zde leží. Na severovýchodě se most Ponte di Veja otevírá do údolí Valpantena. Na této straně je most 29 metrů vysoký, 47 metrů široký a 11 metrů silný. Na opačné straně je most 24 metrů vysoký, 52 metrů široký a 9 metrů silný. Přístupná část mostu je široká 16 až 23 m. Často je označován za největší přírodní kamenný most v Evropě, ale má menší rozměry než Pont d'Arc v údolí řeky Ardèche ve Francii.

## Historie výzkumu
V bezprostřední blízkosti mostu se nachází několik jeskyní, ve kterých byly od roku 1932 prováděny četné vykopávky. Jeskyně byly pojmenovány abecedně vzestupně od Grotta A po Grotta E. Nejstarší nálezy se stářím přibližně 100 000 let pocházejí z moustérienského období a u mnoha kamenných artefaktů a kostěných nástrojů bylo možné určit, že patří aurignacké a epigravettienské kultuře. Obyvatelé v blízkosti mostu museli být zručnými řemeslníky v práci s křemenem, kteří vyráběli šípy, jehlice a hroty. Stejně jako u jiných komunit v této oblasti byly jejich artefakty nalezeny v mnoha částech Evropy, od severní Francie až po Polsko.

## Zajímavosti
Ponte di Veja je hojně navštěvovanou přírodní památkou a označeným cílem na evropské dálkové trase E5.
V 15. století inspiroval Ponte di Veja malíře Andreu Mantegnu k namalování fresky na východní stěně Camera degli Sposi v Palazzo Ducale v Mantově.

## Galerie

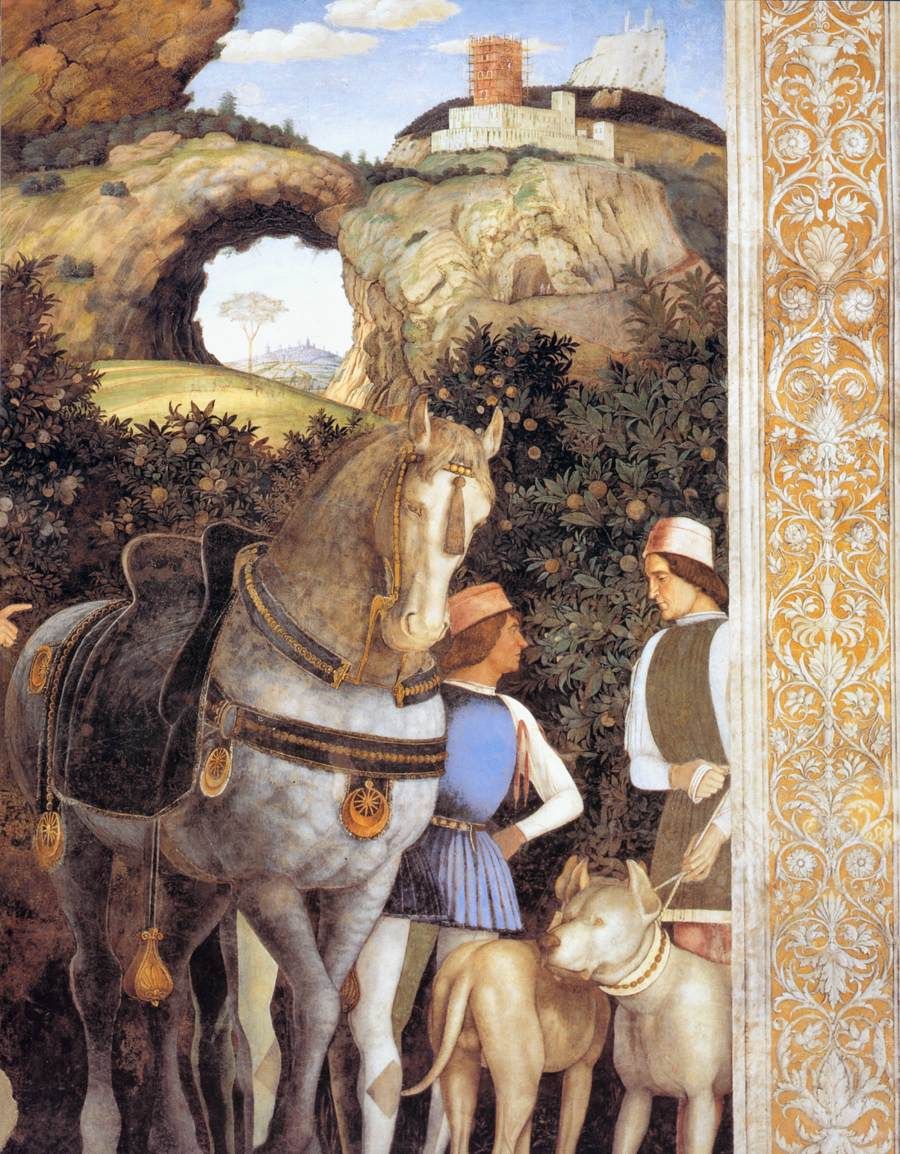
Ponte di Veja na Mantegnově fresce (detail)
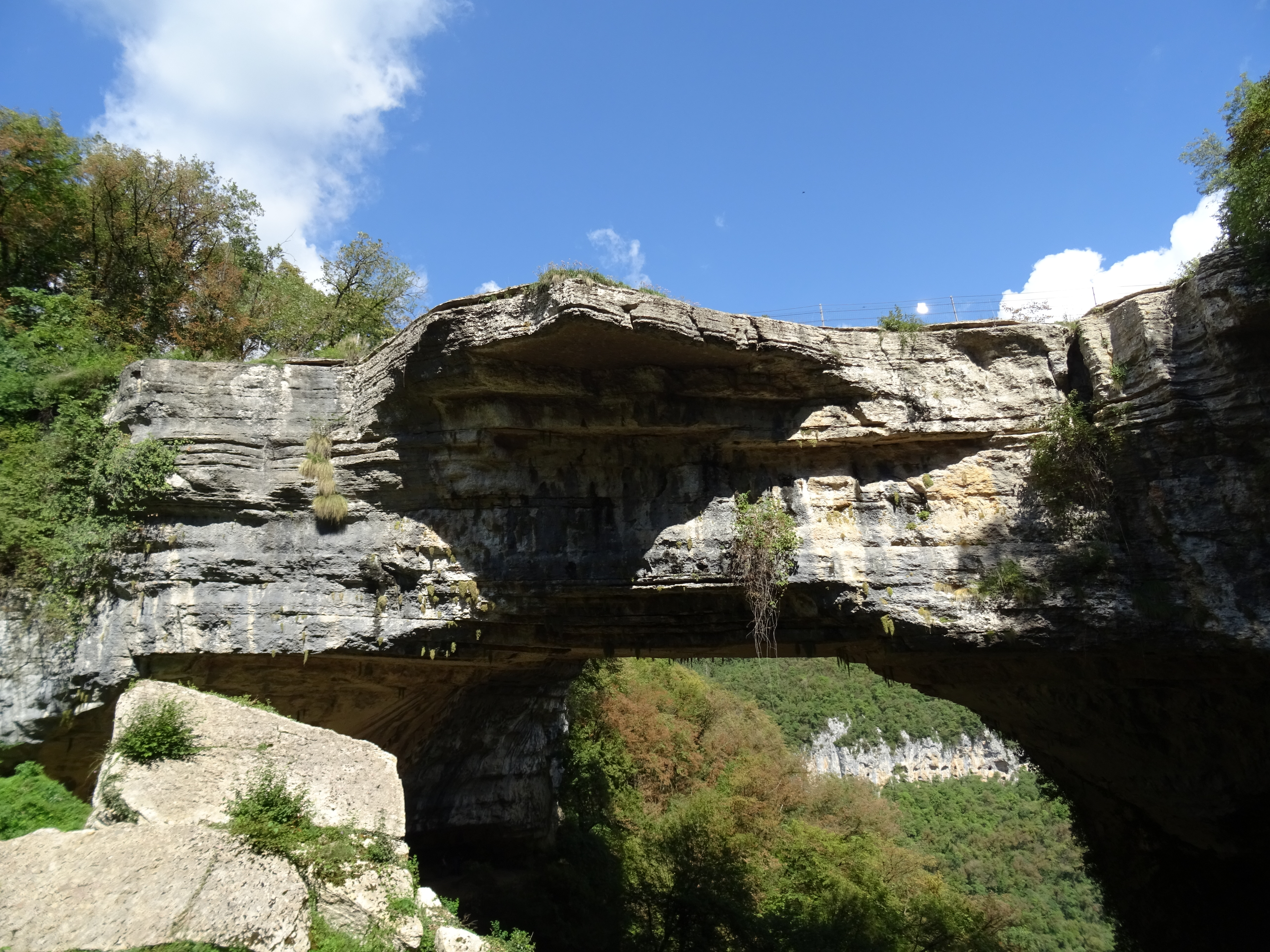
Ponte di Veja
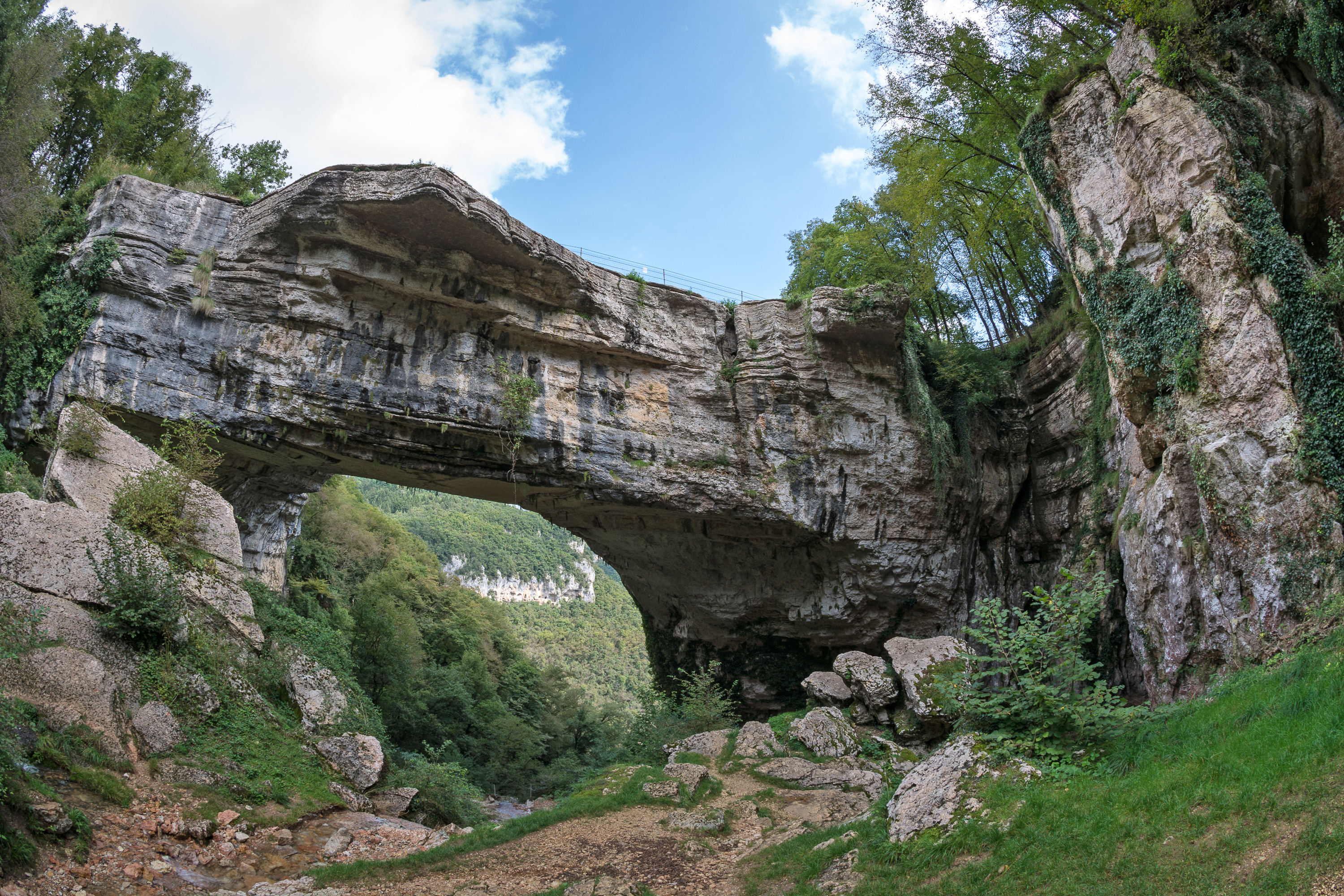
Ponte di Veja
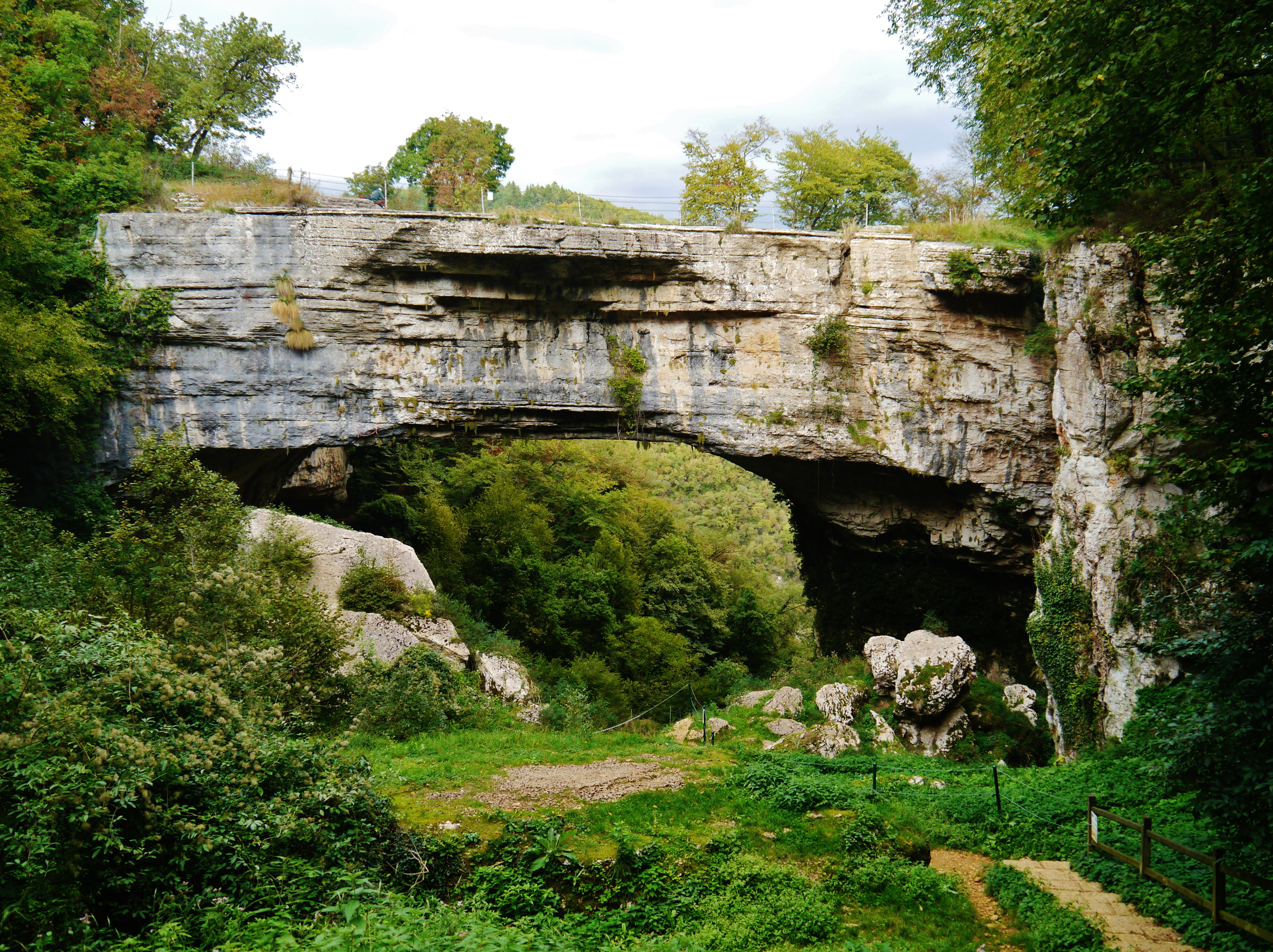
Ponte di Veja
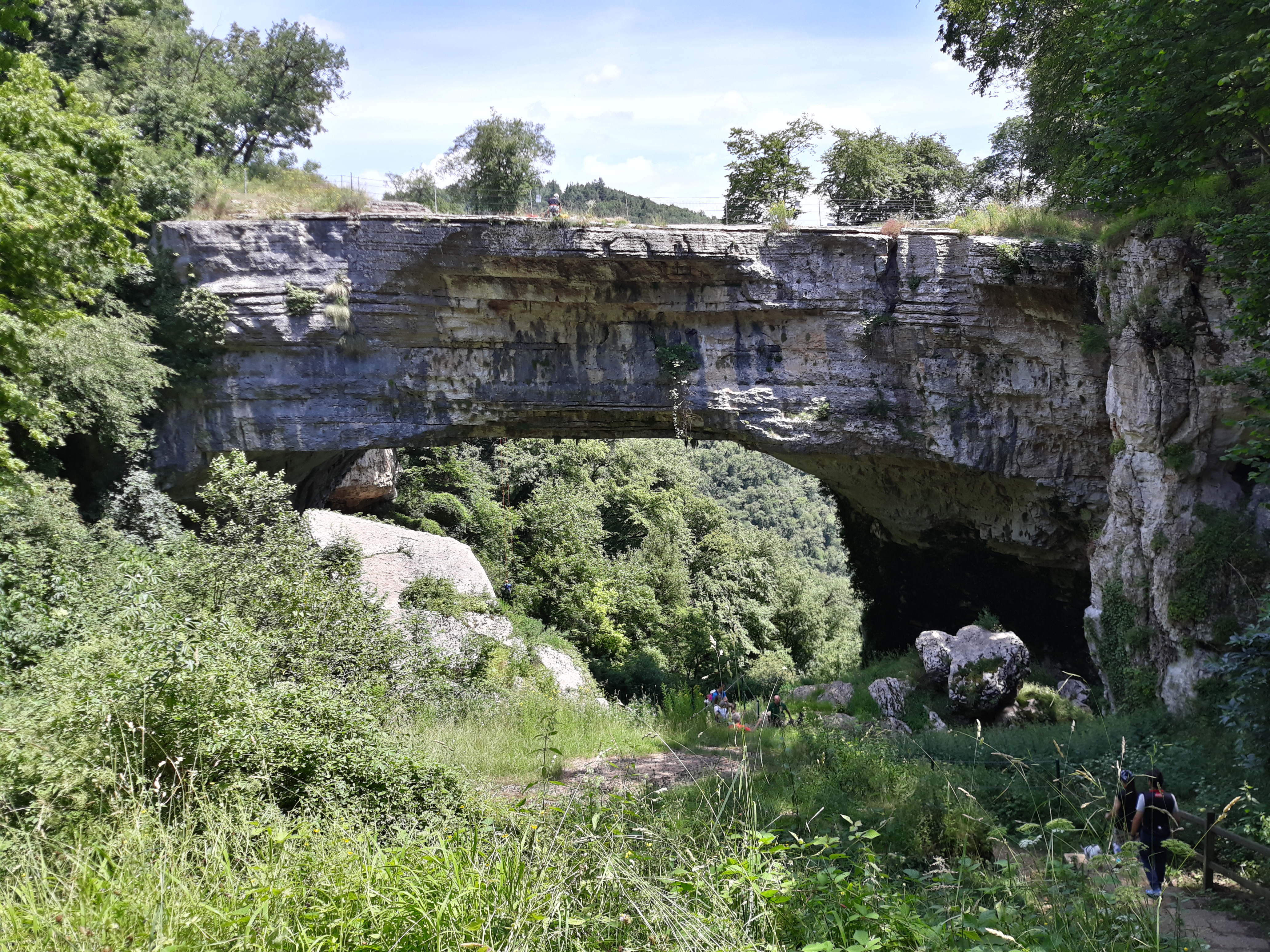
Ponte_di_Veja
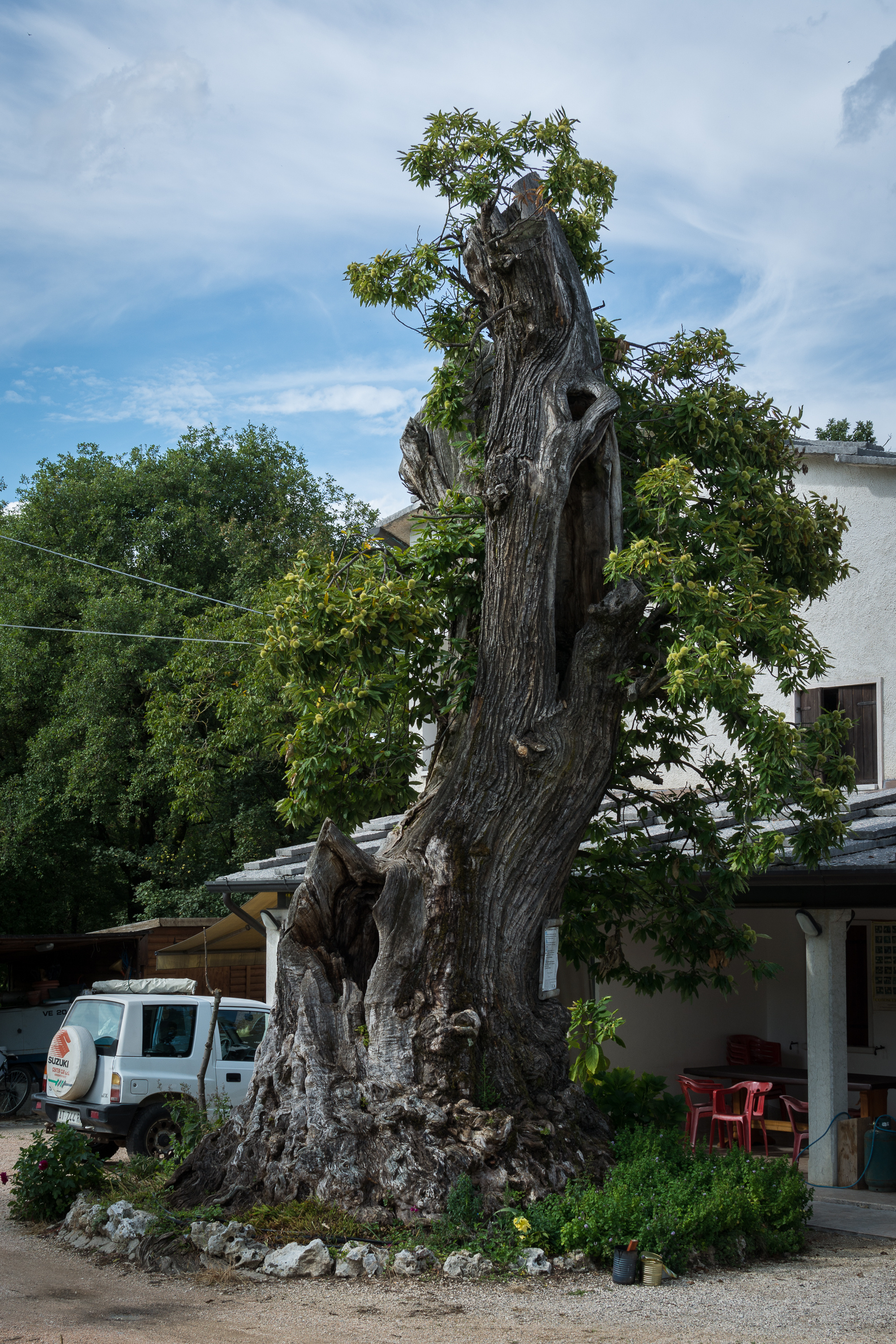
Danteho kaštan u Ponte di Veja